# Centaurea cankiriensis
Centaurea cankiriensis — вид рослин з роду волошка (Centaurea), з родини айстрових (Asteraceae).

## Опис рослини
Це багаторічна трав'яниста рослина з деревним кореневищем. Стебло прямовисне або лежаче, смугасте, запушене, 5–35 см, зазвичай просте. Листки запушені, краї трохи хвилясті або цілісні; прикореневі листки лінійноланцетні, на ніжках, до 11 × 0.7 см; серединні й верхні листки лінійні, сидячі, зменшуються вгору, 1–3 мм ушир, загострені. Квіткові голови поодинокі на кінцях гілок. Кластер філаріїв (приквіток) 20–30 × 8–17 мм, довгастий або циліндричний; придатки великі, приховують більшу частину прикореневої частини філаріїв. Квітки жовті. Сім'янки 4–5 мм, коричневого або солом'яного кольору, голі; папуси прості, 8–10 мм, пір'ясті, коричневі.
Період цвітіння й плодоношення: червень, липень і серпень.

## Середовище проживання
Ендемік Центральної та Північної Анатолії (Туреччина). Трапляється в степу на кам'янистих схилах на 1400–1600 м.